# 克雷克塞利
克雷克塞利，是西班牙加泰罗尼亚塔拉戈纳省的一个市镇。总面积10平方公里，总人口2086人（2001年），人口密度209人/平方公里。

## 友好城市
- 法國 沃雷